# Spirembolus perjucundus
Spirembolus perjucundus är en spindelart som beskrevs av Crosby 1925. Spirembolus perjucundus ingår i släktet Spirembolus och familjen täckvävarspindlar. Inga underarter finns listade i Catalogue of Life.